# الار، جلیل‌آباد
الار (به لاتین: Alar) یک منطقهٔ مسکونی در جمهوری آذربایجان است که در شهرستان جلیل‌آباد واقع شده‌است.

## خصوصیات
الار ۶٬۷۰۲ نفر جمعیت دارد.